# 管理図
管理図（かんりず、英: control chart）とは、
生産管理において、品質や製造工程が安定な状況で管理されている状態にあるかどうかを判定するために使用するグラフ。時間ごとの状態をグラフ上に配置し、従来までの傾向と異なるデータや管理限界線を逸脱したデータの有無から異常の発生を判定する。管理図は、シューハート管理図 (JIS Z 9020-2) や累積和管理図 (JIS Z 9020-4) などに分類される。

## シューハート管理図
シューハート管理図では、ほぼ規則的な間隔でサンプリングを行い、データを収集する。同じ間隔で採った一定個数（n 個）のデータをまとめて群（ぐん）と呼ぶ。各群から、平均値、値の範囲（最大値－最小値）などの特性値を得る。グラフは、横軸を群の番号とし、水平に中心線 (CL, Center Line) と、上方管理限界 (UCL, Upper Control Limit)、下方管理限界 (LCL, Lower Control Limit) の線を引き、群の特性値を打点する。
UCL = μ + 3σ
CL = μ
LCL = μ - 3σ
ここで、μは群全体（未来のデータも含む母集団）の平均値であり、σは群全体の標準偏差である。
μ と 3σ を、過去のデータから推定する。JIS Z 9020-2（表2ー管理限界線を計算するための係数）は、推定に用いるための係数表を定めている。例えば、x-R 管理図では、過去の各群の平均値 x の平均値をもってμを推定し、各群の範囲 R（R＝最大値－最小値）の平均値 R から係数表によって 3σ を推定する。
μ ≒ x の平均値
3σ ≒ A2(n)×R
ここで、A2(n) は係数表による値であり、群の大きさ n によって異なる。
シューハート管理図による管理方法は、3シグマ法とも呼ばれている。データが正規分布に従っている場合、μ±3σ を超える確率は、0.0027 である。つまり、UCL または LCL をはみ出す率は、1,000 個中に 3 個程度である。

## 累積和管理図
累積和管理図は、個々の観測値と参照値との偏差の累積和、または群の平均値と参照値との偏差の累積和をプロットする管理図である